# Barraca del camí del Corral del Fortuny VII
La Barraca del camí del Corral del Fortuny VII és una obra del Pla de Santa Maria (Alt Camp) inclosa a l'Inventari del Patrimoni Arquitectònic de Catalunya.

## Descripció
És una barraca de planta rectangular, amb coberta de pedruscall i orientada al sud. Està associada a un curt marge que a tocar de la construcció s'hi ha ubicat una menjadora.
A la part posterior s'aprecia una escaleta per accedir a la coberta. L'estança interior és rectangular i mesura 2m de fondària i 3'40m d'amplada. Està coberta amb una falsa cúpula fins a una alçada màxima de 3'10m i està tapada amb una llosa. A l'interior hi ha com a elements funcionals una menjadora i un cocó.